# ベトナムオオムカデ
ベトナムオオムカデ（学名: Scolopendra dehaani）は、オオムカデ科オオムカデ属に分類されるオオムカデ類の一種。最大25cm以上に成長し、アジア最大のムカデとして知られている。

## 形態

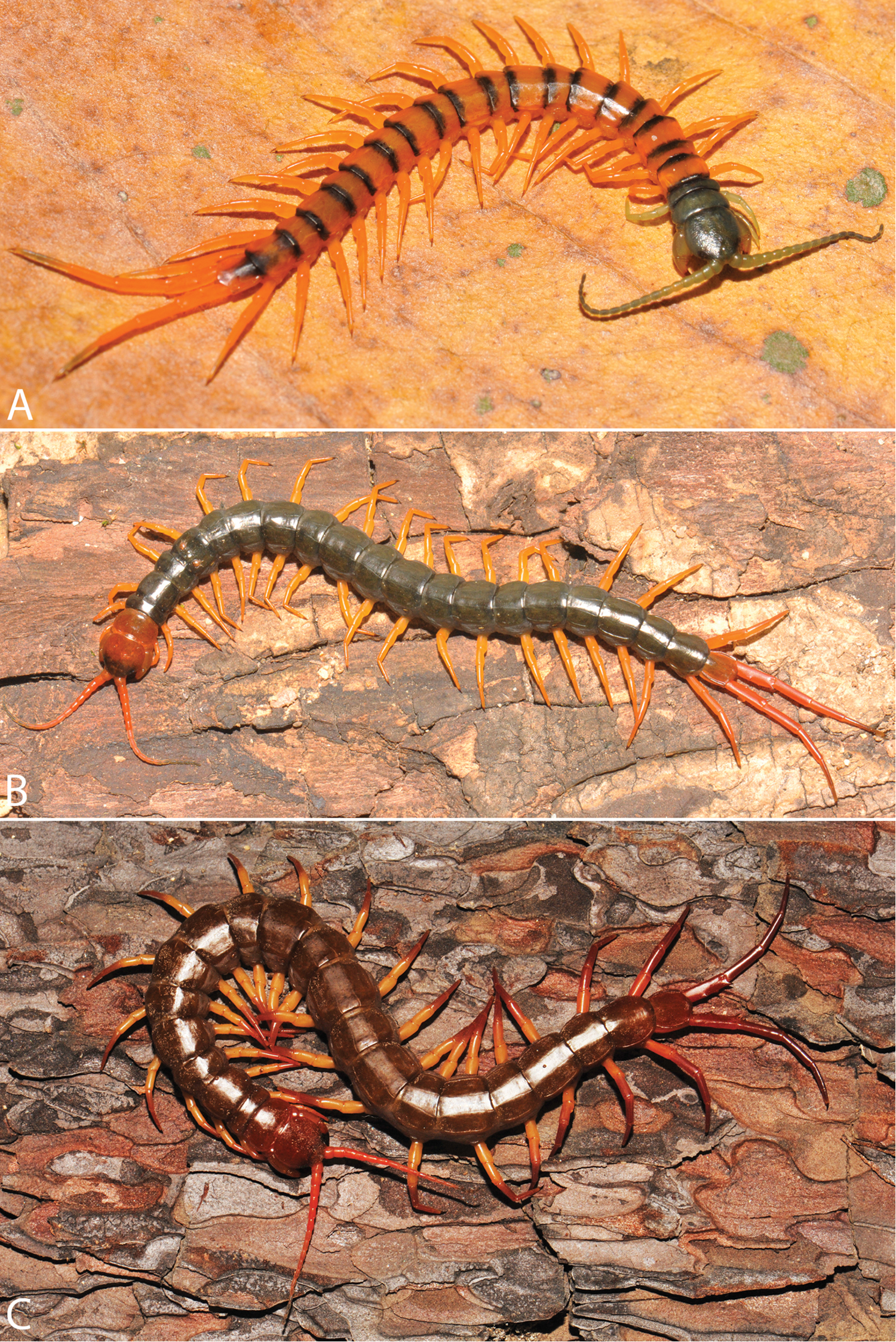
ベトナムオオムカデの幼体（A）、亜成体（B）と成体（C）

本種のみならず、オオムカデ類全般の特徴についてはオオムカデ目#形態を参照のこと。
触角は17から21節（通常18節）で、基部6節の背面は滑らかである。基胸板前縁の小歯は5-6対。第3か4から第20背板までは1対の溝、第7以降の背板は完全な縁辺部をもつ。曳航肢の背板に溝はない。腹板1対の溝は完全もしくは不完全。曳航肢基節は末端突起に2棘有し、側棘と背棘はない。曳航肢前腿節の棘は内側に0-1本、内背側に0-1本、末端突起に1-4本もつ。曳航肢以外の脚（歩肢）は跗節棘を1本もつ。
多くの場合は背板が茶色で、各背板の後縁は黒い模様があったりなかったりするが、体色は多様で、個体や成長段階により異なる。具体的には次の異形態が挙げられる。
| 異形態 | 頭板           | 背板                                 | 側板       | 触角            | 脚                            |
| ------ | -------------- | ------------------------------------ | ---------- | --------------- | ----------------------------- |
| 1      | 暗褐色         | 暗褐色（後縁黒）                     | 褐色       | 赤茶色          | 褐色（脛節と跗節暗紫色）      |
| 2      |                | 褐色/オレンジ~黄色                   | 薄灰色     |                 | 暗褐色（脛節と跗節暗紫色）    |
| 3      | 暗褐色         | 暗褐色                               | 褐色       | 赤茶色          | 第1–18対黄色、第20-21対赤茶色 |
| 4      | 明るい赤色     | 第1-2と第19-21枚明るい赤色、残り茶色 | オレンジ色 |                 | 第1-19対黄色、第20-21対赤色   |
| 5      | チェリーレッド | チェリーレッド（後縁黒）             | オレンジ色 | 赤色/オレンジ色 | 赤色                          |

## 分布

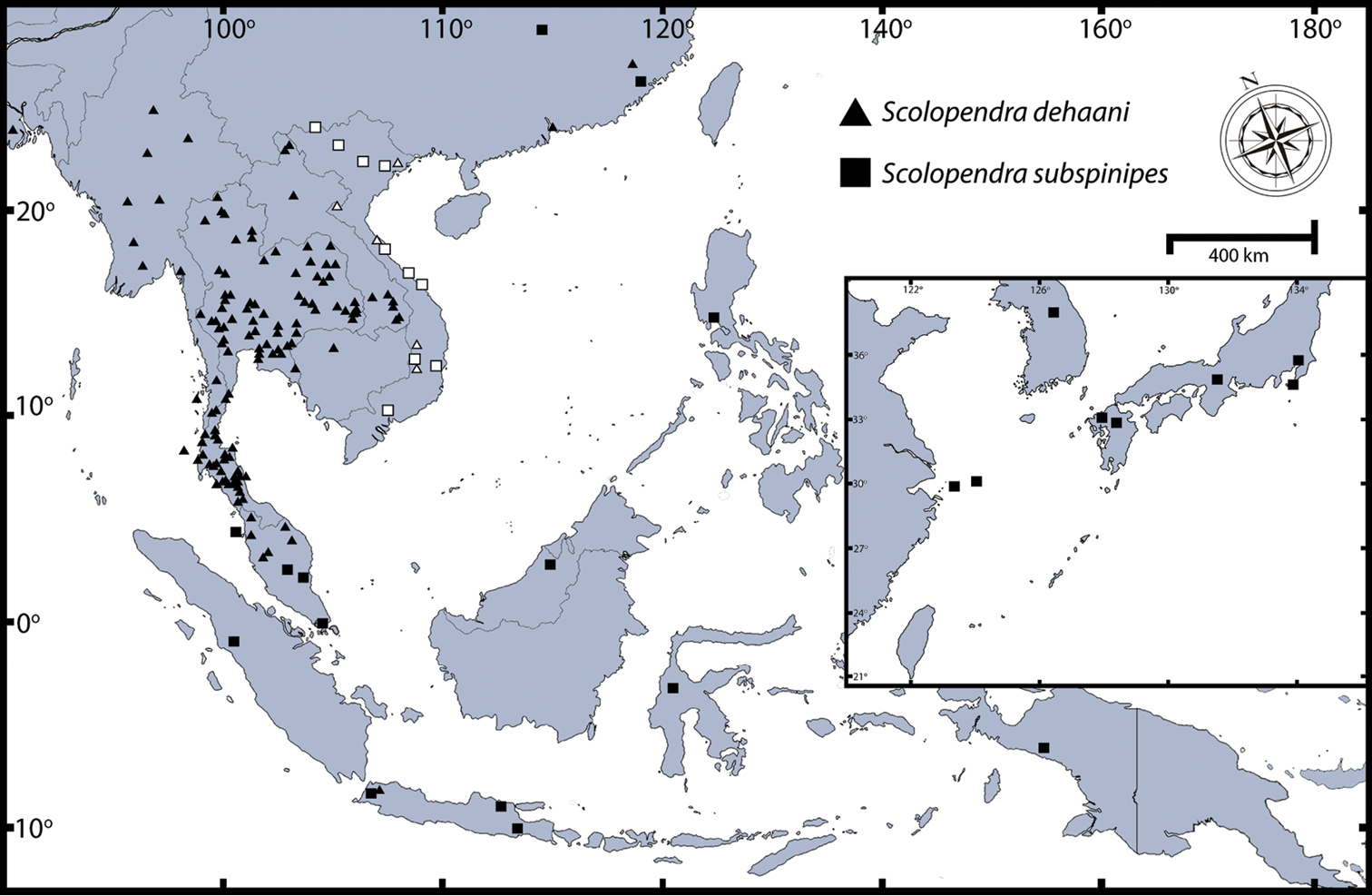
ベトナムオオムカデ（▲）とハブムカデ（■）の生息域

本種の分布域の記録は幅広く、2016年時点では次の通り。しかし人為移入とされる例が多く、個体数と遺伝子解析により東南アジアのみが本種の原産地だと考えられる。タイプ産地はインドネシアのジャワ島。
- 東南アジア：タイ、ラオス、カンボジア、ミャンマー、マレーシア、シンガポール、インドネシア、フィリピン
- 東アジア：海南、香港、沖縄、台湾
- 南アジア：インド
- 北アメリカ：メキシコ

## 分類

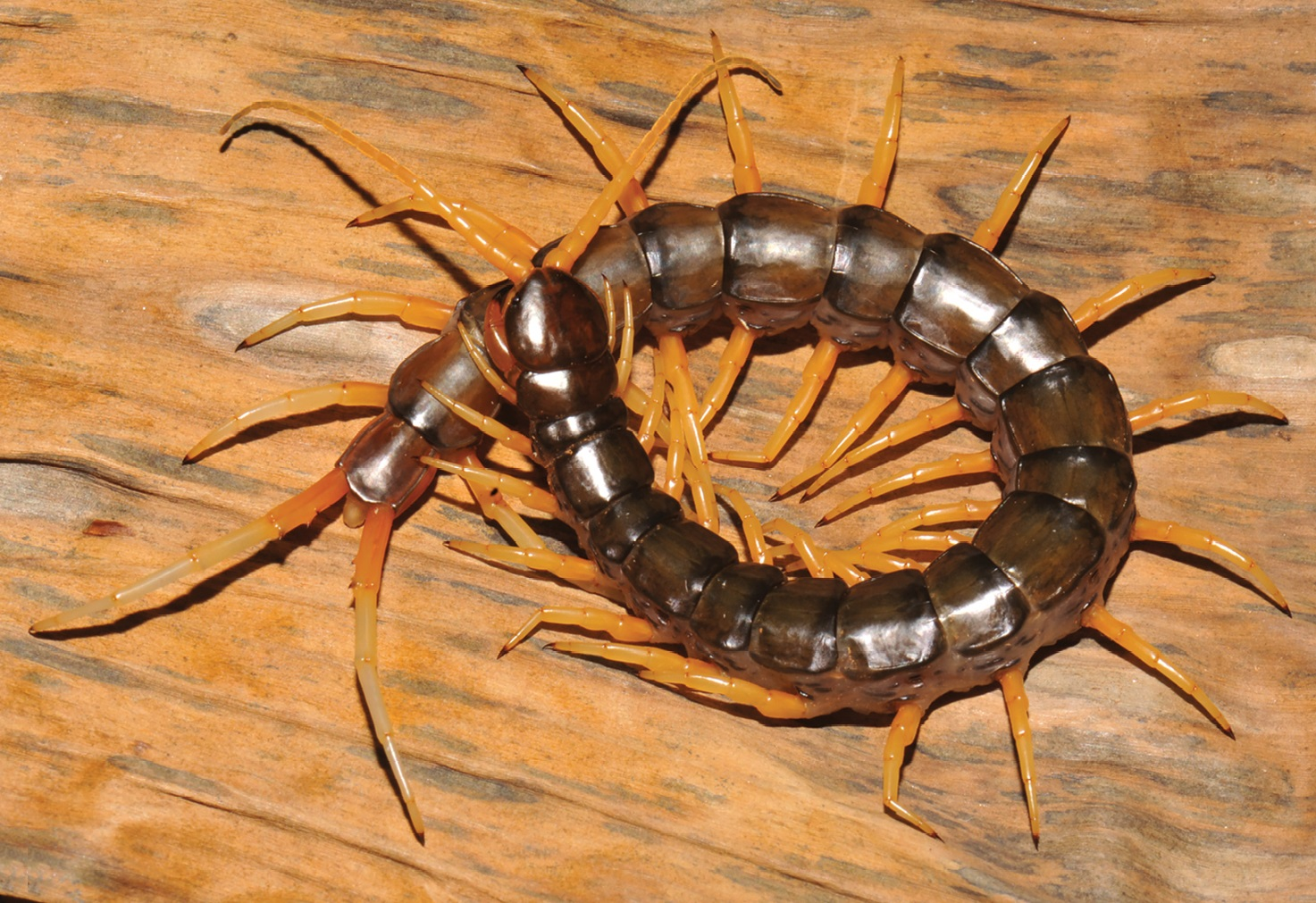
Scolopendra cataracta

オオムカデ類（オオムカデ目 Scolopendromorpha）の中で、ベトナムオオムカデ（Scolopendra dehaani）はオオムカデ科（Scolopendridae）オオムカデ属（Scolopendra）に分類される。本種は一時期オオムカデ（Scolopendra subspinipes）の1亜種（Scolopendra subspinipes dehaani）ともされていたが、Siriwut et al. 2016 の分子系統解析により独立種であると同時に、東南アジア産オオムカデ類の中では Scolopendra cataracta の姉妹群であることが示される。
本種のジュニアシノニム（無効な異名）は次の通り。
- Scolopendra childreni Newport, 1844
- Scolopendra concolor Newport, 1845
- Scolopendra inermis Newport, 1845
- Scolopendra inermipes Koch, 1847
- Scolopendra silhetensis Newport, 1845
- Scolopendra lucasii Gervais, 1847
- Scolopendra horrida Koch, 1847
- Scolopendra limicolor Wood, 1861
- Scolopendra bispinipes Wood, 1862
- Scolopendra fissispina Koch, 1865
- Scolopendra nudipes Tömösváry, 1885
- Scolopendra foveolata Verhoeff, 1937
- Scolopendra arborea Lewis, 1982

## 人間との関わり
他の多くの大型オオムカデと同様にペットとして販売・飼育されることがある。オオムカデの咬害が命にかかわる事はほぼ無いが、本種に関してはショップなどで「気性が荒くて攻撃的」や「死に至る猛毒をもつ」と紹介され、子供が首を噛まれて死亡したケースがある。